# Forêts décidues des Petites îles de la Sonde
Localisation
Les forêts décidues des Petites îles de la Sonde forment une écorégion définie par le fonds mondial pour la Nature (WWF). Elle couvre l'intégralité de l'archipel des petites îles de la Sonde (Bali, Lombok, Florès, Komodo) en Indonésie, sauf l'île de Sumba. Elle appartient à l'écozone australasienne et au biome des forêts décidues sèches tropicales et subtropicales. 